# Маргарита Баварская (1363—1423)
Маргарита Баварская (1363[…], Гаага — 23 января 1423, Дижон) — герцогиня Бургундская, супруга Жана Бесстрашного.

## Жизнь
Маргарита была пятым ребенком Альбрехта, герцога Баварского-Штраубингского, графа Эно, Голландии и Зеландии и лорда Фризии, и Маргариты Бжегской.
В 1385 году на бургундской двойной свадьбе в Камбре она вышла замуж за Жана, графа Невера, сына и наследника Филиппа Смелого, герцога Бургундского и Маргариты Дампьер, графини Фландрии, Артуа и Бургундии. В то же время её брат Вильгельм II, герцог Баварский, женился на Маргарите Бургундской. Со смертью Филиппа Смелого в 1404 году и Маргариты Дампьер в 1405 году Жан унаследовал эти территории, а Маргарита стала его консортом. У них было семь дочерей, но лишь один сын — Филипп Добрый — который унаследовал эти территории.

## Дети
У Маргариты и Жана было восемь детей:
- Маргарита, герцогиня Гиени и Монтаржи (1393 — 2 февраля 1442), с 30 августа 1404 года жена дофина Франции Людовика; с 10 октября 1422 года жена Артура де Ришмона, коннетабля Франции и будущим герцогом Бретани.
- Екатерина (ум. 1414)
- Мария (ум. 30 октября 1463). Была замужем за Адольфом I, герцогом Клеве.
- Филипп III Добрый, наследник отца (1396—1467).
- Изабелла, графиня Пентьевра (ум. 18 сентября 1412), с 22 июля 1406 жена Оливьера де Шатильон-Блуа, графа Пентьевра и Перигора.
- Жанна (ум. 1399), умерла молодой.
- Анна (1404 — 14 ноября 1432). Была замужем за Джоном, герцогом Бедфорда.
- Агнесса (1407 — 1 декабря 1476). Была замужем за Карлом I, герцогом де Бурбон.

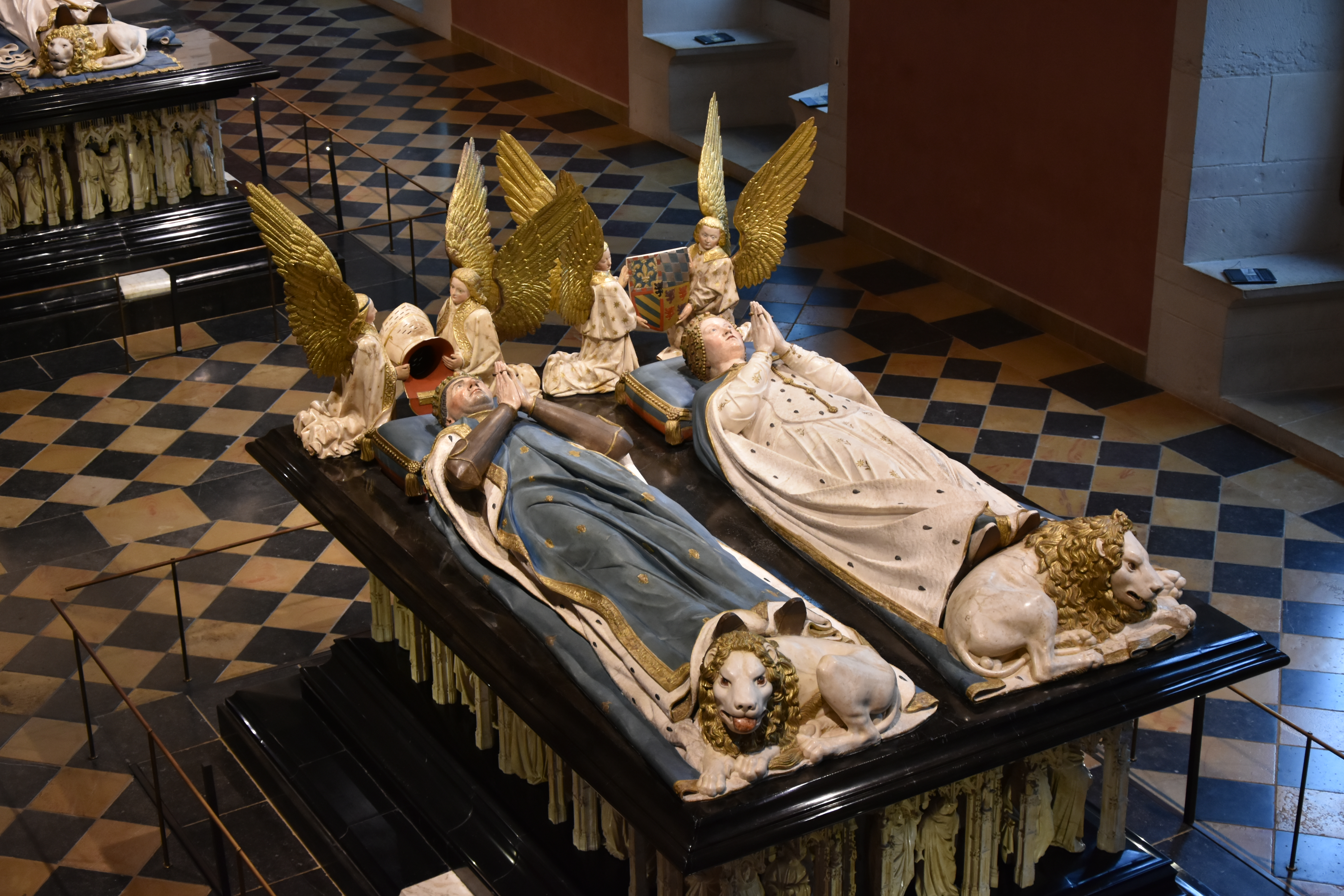
Надгробия Жана Бесстрашного и Маргариты Баварской в Дижоне.
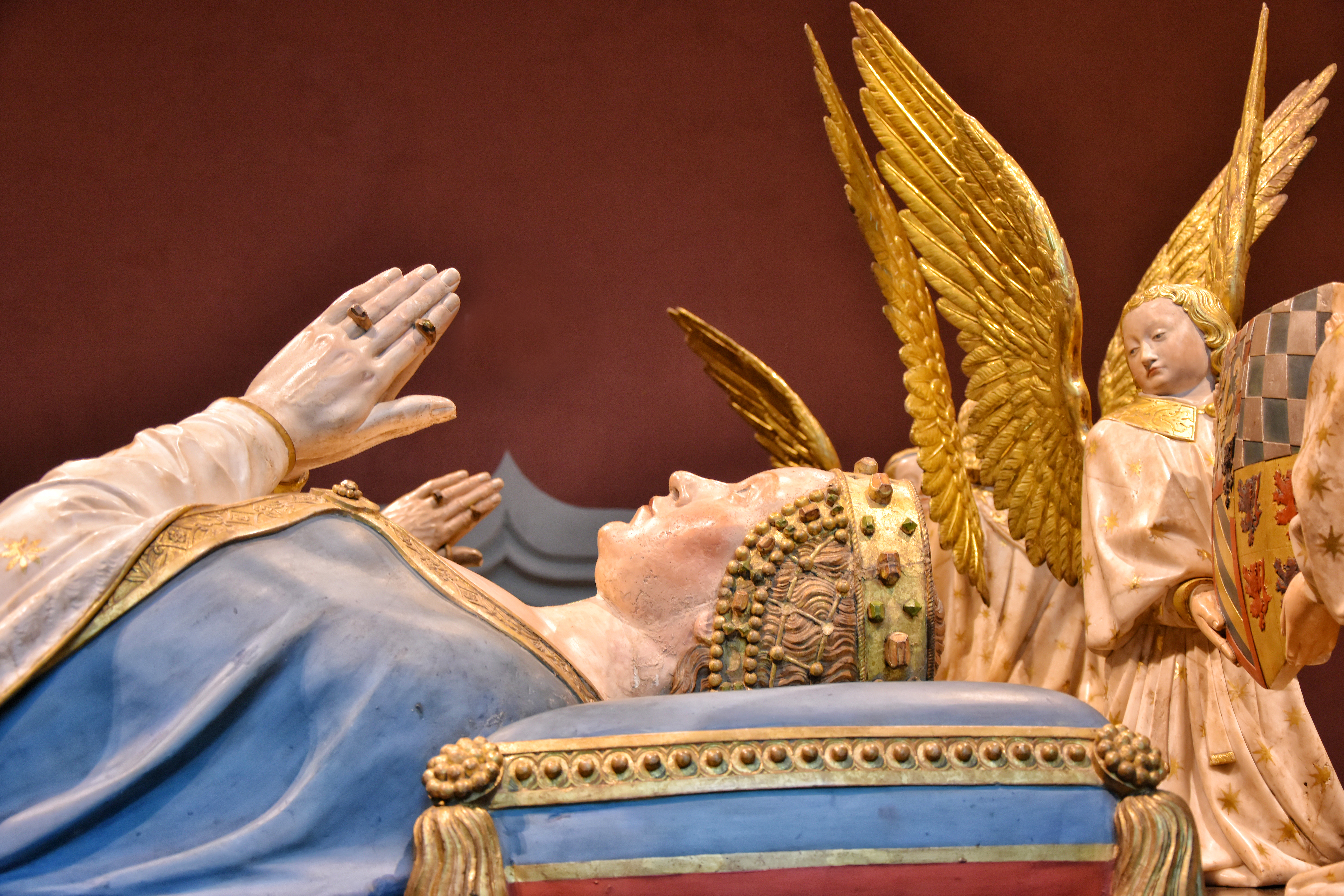
Надгробие Маргариты Баварской в Дижоне.